# Mesoleptidea hilaris
Mesoleptidea hilaris là một loài tò vò trong họ Ichneumonidae.